# Kyivstar
Kyivstar est un opérateur de télécommunications alternatif en Ukraine, et fournit également des services dans plusieurs États de la Communauté des États indépendants (CEI). L'opérateur a déployé un important réseau dans les villes et vingt-huit mille communautés rurales de l'Ukraine.
Kyivstar est une filiale de Veon.

## Historique
En décembre 2023, le cyber espionnage ukrainien découvre que l'opérateur Kyivstar est infiltré par des hackers russes. L'attaque date en fait de mai 2023 et est opérée par un groupe agissant sous le nom de Solntsepyok, affilié au groupe Sandworm. L'attaque a été revendiquée par le groupe Solntsepyok qui précise avoir infecté 10.000 ordinateurs et 4.000 serveurs,.